# 주인 (전한)
주인(周仁, ? ~ ?)은 전한 중기의 관료로, 자는 문(文)이다. 조상은 본래 임성(任城) 사람이었다.

## 생애
경제가 태자로 있을 때 사인(舍人)이 되었으며, 승진을 거듭하여 문제 때 태중대부에 이르렀다. 경제는 문제의 뒤를 이어 즉위한 후, 바로 주인을 낭중령으로 삼았다. 주인은 사람됨이 신중하고 입이 무거워, 다른 사람의 말을 옮기는 일이 없었다. 또 언제나 낡은 옷과 때에 찌든 속옷을 입고, 빨려고 하지도 않았다. 이 때문에 경제의 총애를 받아 침실 안까지 들어가기도 하였으며, 후궁에서 저속한 연극을 할 때에 경제와 함께 이를 보았다.
주인은 경제가 죽을 때까지 낭중령으로 있었는데, 끝내 다른 사람의 비밀을 누설한 적이 없었다. 경제가 다른 사람의 좋고 나쁨을 물어보면, 주인은 이렇게 대답하였다.
| “ | 폐하께서 직접 그 사람을 살피십시오. | ” |

주인이 이와 같으니, 경제는 직접 그의 집을 두 차례나 찾아갔다. 주인은 훗날 집을 양릉(陽陵)으로 옮겼는데, 경제가 많은 물품을 하사하였지만 모두 사양하고 받지 않았다. 제후와 신하들이 주는 선물도 모두 받지 않았다.
경제의 뒤를 이어 즉위한 무제는 주인을 예우하였다. 주인은 곧 병으로 벼슬을 그만두고, 이천석의 봉록으로 고향에 돌아가 여생을 보냈다. 자손은 모두 높은 관직에 올랐다.

## 평가
사마천은 《사기》에서 주인은 아첨에 능한 자로, 말과 행동이 간사하여 직불의와 함께 군자들의 비웃음을 샀다고 하는 한편 둘의 행동만은 독실한 군자의 모습이라고 평하였다. 또, 경제 때에는 오직 주인만이 보통 사람들보다 훨씬 총애를 받았다고 하였다.

## 출전
- 사마천, 《사기》
  - 권103 만석군장숙열전 중국어 위키문헌에 이 글과 관련된 원문이 있습니다. 사기 권103 만석군장숙열전
  - 권125 영행열전 중국어 위키문헌에 이 글과 관련된 원문이 있습니다. 사기 권125 영행열전